# Christa Muth

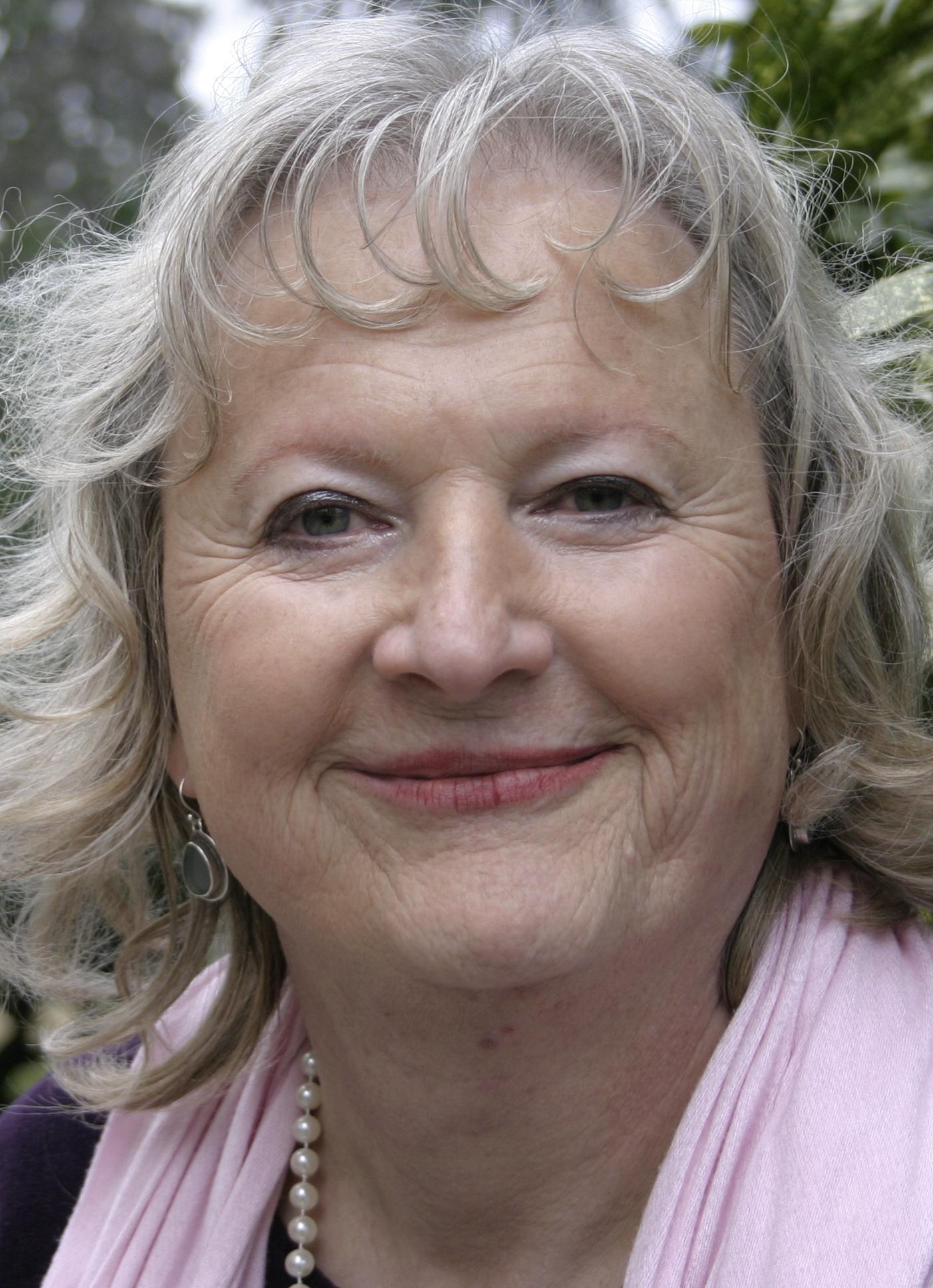
Christa Muth (2011)

Christa Muth, geboren als Christoph Muth (* 24. November 1949 in Rheydt) ist eine deutsche Systemikerin, Professorin für Management und Unternehmensberaterin. Bekannt wurde Muth durch ihren Einsatz für die nicht materiellen Faktoren für den Erfolg in Organisationen und Unternehmen.
Im akademischen Bereich entwickelte Muth hierzu einen Master-Studiengang „Human Systems Engineering“ (MAS – Master of Advanced Studies) an der HES-SO (Haute Ecole Spécialisée de Suisse occidentale) und der ZHAW (Zürcher Hochschule für Angewandte Wissenschaften). Nach der Abgabe der Studienleitung an ihre Nachfolger entwickelte sie einen neuen Interessenbereich zum Thema „gesellschaftliche Innovation“. Muth verbrachte den größten Teil ihres Lebens in der Schweiz.

## Leben

### Jugend und Ausbildung
Muth wurde in Rheydt als Christoph Muth in eine streng protestantische Textilindustriellen-Familie geboren. Aus religiöser Überzeugung hatte der Großvater jeglichen Kontakt zur NSDAP vermieden, was der Familie im Dritten Reich etliche Schwierigkeiten bereitete. Nach dem Krieg zahlte sich dies jedoch aus, unter anderem, weil die Alliierten die Zusammenarbeit mit Leuten schätzten, die sich dem Nationalsozialismus widersetzt hatten. 1960, als jedoch klar wurde, dass die deutsche Textilindustrie im Wettbewerb mit der asiatischen Konkurrenz nur wenig Chancen hatte, verließ Muths Mutter, die eigentlich als Nachfolgerin ihres Vaters auserkoren war, die Firma. Sie heiratete in die Schweiz und zog mit ihrem zweiten Mann nach Lausanne. Darauf wurde die Seidenweberei stillgelegt und liquidiert. Muth besuchte folglich französischsprachige Schulen und machte später ihr Abitur im Tessin auf Italienisch in Bellinzona. Danach studierte sie Wirtschaftsgeschichte und Soziologie an der Universität Genf, wo sie mit führenden Intellektuellen wie Edgar Morin, Jean Ziegler, Jean Piaget und Paolo Freire einen regen Austausch pflegte. Muth hat ihre Dissertation 1991 auf dem Schweizer Kampus der La Jolla University, San Diego gemacht, wo sie Vorlesungen mit Paul Watzlawick und Henri Laborit belegte. Ihre These „Erfolg und Marketing von Privatuniversitäten“ befasste sich mit dem zu dieser Zeit sehr aktuellen Thema der Umgestaltung des akademischen Bereichs in der Schweiz (Einführung der Fachhochschulen, Aufkommen von Privatuniversitäten, Umgestaltung von Forschung und Dienstleistung an Universitäten).

### Berufliche Erfahrung im Kontext der 68er Jahre
Obwohl Muth in der 68er-Bewegung aktiv war, setzte sie sich für eine politisch liberale Richtung ein: Alternative Unternehmen schienen ihr sinnvoller als eine gewalttätige Auseinandersetzung mit dem System. Solche Unternehmen hatten nach ihrer Ansicht den Vorteil einen vertieften Einblick in Realitäten und Sachzwänge, so wie sie sich dem Management stellten, zu ermöglichen. Von hier aus wollte sie Alternativen schaffen, anstatt sich auf das Verurteilen des Systems zu beschränken. So nahm sie am Aufbau mehrerer Alternativunternehmen teil, jedoch immer unter den Bedingungen der Selbstverwaltung, der Nachhaltigkeit und mit dem Zweck sinnstiftende Arbeitsstellen für die zu schaffen, die sonst mit den dominanten Werten der Gesellschaft im Konflikt lagen. Trotz dieser Wertehaltung wurde Muth wegen ihres Managementstils scharf kritisiert, dieser wurde von etlichen Zeitgenossen als pseudo-demokratisch und autoritär angesehen. Einige dieser Unternehmen haben bis heute (2012) überlebt. Das bekannteste ist wahrscheinlich „Voyages APN“ in Genf, ein ursprünglich alternatives Reisebüro und Busunternehmen in der Rechtsform der Genossenschaft. Muth gründete und leitete dieses Unternehmen von 1975 bis 1981. Zehn Jahre nach ihrem Fortgang wurde als GmbH umfirmiert, Privateigentum und Kapitalismus hielten Einzug.

### Management- und Strategiekonzepte
Ab 1982 orientierte Muth sich um: Unternehmensberatung in den Bereichen Technologieverwertung, Nachfolgeregelung, M & A, und später in Organisationsentwicklung. In den folgenden 20 Jahren hat sie für Unternehmen und öffentliche Organisationen aller Größenordnungen zum Teil auf höchster Hierarchieebene gearbeitet. Es ging oft um Mandate die mit großen Risiken verbunden waren, zuweilen ging es um das Überleben der Organisation. Dabei hat sie meistens Lösungswege über die „Soft-factors“ gewählt, die Menschen und Organisationskultur so beeinflusst, dass wieder die notwendige Effizienz entstand. Dieser Weg hat sich meistens als der richtige im Vergleich mit ausschließlich „harten“ Eingriffen erwiesen. Muth hat für große Unternehmen in der Schweiz und in Europa gearbeitet, wie UBS, Swiss Re, CS, Swisscom, et Electrolux.
Muth wurde in ihrem Denken und in ihren Arbeitsmethoden stark von Systemwissenschaftlern wie Frederic Vester, von James Grier Miller, Paul D. MacLean (Theorie des „Dreieinigen Gehirns“ (engl. „Triune Brain“)), von Viktor Frankl (Existenzanalyse) sowie vom „Glücksforscher“ Mihály Csíkszentmihályi beeinflusst.
In ihrer Rolle als Vordenkerin und Projektleiterin in der Entwicklung der Methode Leonardo 3.4.5, verdichtete Muth diese Konzepte zu einem „Werkzeugkasten“ für Organisations- und Managemententwicklung, mit dem Zweck Führungsleuten und Mitarbeitern ihren eigenen Denkstil bewusst zu machen und einen besseren Umgang mit Komplexität zu ermöglichen. Diese Methode wurde als Eurekaprojekt unter Mitwirkung von Unternehmen und Universitäten in der Schweiz, in England, Italien, Deutschland und Frankreich entwickelt. Von 2003 bis 2009 war Muth Vorsitzende eines Industrieverbandes (Verband der Schweizerischen Druckindustrie). In dieser Zeit hat sie sich für die Einführung der Nachhaltigkeit eingesetzt und die Umorientierung dieser Branche mit Analysen und Konzepten begleitet. Während ihres Vorsitzes wurde dieser Verband Leader im Bereich industrieller Nachhaltigkeit (Klimaneutrales Drucken), wobei soweit möglich auf den Einsatz von Zertifikaten verzichtet und die Energie- und Umweltoptimierung in den Vordergrund gestellt wurde.

### Beiträge zu den Veränderungen im schweizerischen Hochschulwesen
Ab 1993 wurde Muth als Beraterin an die esig+ (Schweizerische Ingenieurschule für Druck und Verpackung) in Lausanne berufen. Die halbprivat geführte Schule wollte als erste auf Universitätsniveau eine Qualitätszertifizierung nach ISO 9001 erreichen. Hierzu waren eine radikale Änderung der Organisationskultur und der Lehrmethoden erforderlich. Muths aus den Neurowissenschaften abgeleitete Erkenntnisse zur Lernbiologie sowie ihre Erfahrungen in systemischer Organisationsentwicklung kamen in diesem Prozess genau richtig. Während der Zertifizierung wurde die esig+ der Modellfall anhand dessen die Arbeitsgruppe um Rolf Dubs, in seiner Rolle als Mentor der Schweizerischen Regierung für das Hochschulwesen, die Strategie für die Entwicklung der Fachhochschulen ableitete. Dazu wurde Muth eingeladen ihre Zukunftsvisionen für die Lehre und das Hochschulwesen einzubringen. Sie wirkte als informelles Mitglied der Schulleitung im ganzen Entwicklungsprozess mit und setzte sich dafür ein, dass Sozialkompetenz und Kontextwissen in die Lehrprogramme aufgenommen wurden und auch in den Beziehungen zwischen Lehrenden und Studenten aufgewertet wurden. Einige Innovationen im Hochschulbereich die heute gang und gäbe sind (z. B. die Möglichkeit von Diplomarbeiten in Gruppen), wurden von Muth durchgesetzt.
Im Jahr 2000 wurde die esig+ mit der Hochschule für Wirtschaft und Ingenieurwissenschaften des Kantons Waadt (HEIG-VD) fusioniert und wird dort seither als Departement Comem+ (Communications Engineering Management) weitergeführt. Deshalb beauftragte die Schulleitung Muth damit, das Wissen, das bei der Umgestaltung der Organisationskultur der esig+ genutzt wurde, in einem Master of Advanced Studies (MAS) vermittelbar zu machen.

### Human Systems Engineering (HSE)
Im Rahmen dieses Auftrags entwickelte Muth ab 1999 das erste Konzept für Human Systems Engineering und bildete später mit Marie-France Bourdais das Kernteam, das den ersten Studiengang (2002) betreute und das Konzept weiterentwickelte. Seither hat HSE ein positives Echo in der Wirtschafts- und Finanzpresse ausgelöst. Ab 2008 wurde HSE durch Spezialisierungskurse bereichert. Muth hat HSE bis zu ihrem Geschlechtswechsel im Jahr 2008 geleitet.

### Transgeschlechtlichkeit
Muth war sich nach eigenen Aussagen ihrer Transgeschlechtlichkeit seit ihrer Kindheit bewusst. Sie hatte mehrmals erfolglos eine Geschlechtsangleichung versucht. Rigide Moralvorstellungen in ihrem Umfeld, Scham, Angst und düstere Berufsaussichten hatten ihr Coming-out verhindert. 1981 lebte sie vier Monate als Frau, gab aber auf, weil sie dachte, ihr Passing sei ungenügend. Dazu kam, dass zu dieser Zeit keine medizinisch-psychologischen Dienstleistungen für Transmenschen verfügbar waren. Erst 25 Jahre später begriff Muth im Alter von 57 Jahren anlässlich einer schweren Krankheit, dass sie sich ihrem Schicksal stellen musste. In der Zwischenzeit hatte sich im Internet eine aktive Transgender-Community gebildet, die Informationen und Kontakte zu spezialisierten Ärzten vermittelte.
Von der Entscheidung bis zur geschlechtsangleichenden Operation in Bangkok verging ein Jahr; erst danach hatte Muth ihr berufliches und soziales Coming-out. Dieses erfolgte erst vier Monate später, da sie in dieser Zeit lehrte und ihren beruflichen Verpflichtungen nachkam. Ihre soziale und rechtliche Transition vollzog sie dann öffentlich und mit der Unterstützung ihres Arbeitgebers, ihrer Kollegen, Studenten, Kunden und Freunde. Bis dahin hatte sie unter den Namen Christophe Muth, Christoph Muth sowie Chris Muth – hauptsächlich auf Französisch, aber auch auf Deutsch und Englisch – zu den Themen Management und Strategie publiziert und gelehrt.
Seither beteiligt sie sich aktiv an Trans-Themen und ist aktives Mitglied des Transgender Network Switzerland (TGNS).

### Gesellschaftliche Innovation
Nach ihrem Geschlechtswechsel hat sich Muth zunehmend mit dem Thema gesellschaftlicher Innovation beschäftigt. Ihre These hierzu lautet, dass Ideen zur Lösung gesellschaftlicher Probleme aus einer konservativen Geisteshaltung heraus abgewiesen oder vergessen werden. Aus diesem Grund entwickelte sie die Initiative der „Houses of …“; dahinter steht die Idee, für jedes gesellschaftliche Problemthema in einem Haus die Geschichte der Problematik, Lösungen der Vergangenheit und Lösungen der Zukunft aufzuzeigen, wobei die Besucher in einen Prozess kollektiver Intelligenz einbezogen werden sollen und ihrerseits zu den Lösungen beitragen sollen. Aus diesem Grund wurde Muth eingeladen dem Vorstand des [Projet 2020] von Alliance F, dem Dachverband der Schweizerischen Frauenorganisationen, beizutreten.
Im Bereich der wirtschaftlichen Innovation hat Muth ihre drei Thesen in zahlreichen Artikeln und in einem Büchlein zusammen mit Raffaella Dorier dargelegt:
- Alle Branchen und Unternehmen, die die drei Bedingungen erfüllen (große Umsätze, in Hochschulen gesichertes Wissen, in Qualitätssystemen gesichertes Know-how), werden in aufstrebende Länder ausflaggen.
- Die Zukunft der industrialisierten Welt hängt von der Innovationskraft und von der Fähigkeit mit Komplexität umzugehen ab.
- Eine Deglobalisierung kommt sicher, sie hängt aber von der Fähigkeit ganzer Branchen ab, Nachhaltigkeit in der Produktion einzuführen und die entsprechenden Regeln als gesetzliche Norm durchzusetzen.

Zurzeit lehrt und forscht Muth zu diesen Themen an der HEIG-VD und berät Unternehmen und Politiker.

## Privatleben
Muth war verheiratet und ist Elternteil einer Tochter. Heute lebt sie als Single in Yverdon-les-Bains im Kanton Waadt.

## Dokumentarfilm
Während ihres Geschlechtswechselprozesses wurde Muth während eines Jahres von Laurence Périgaud, einer Anthropologin der Universität Neuenburg mit der Kamera begleitet. Daraus entstand der Dokumentarfilm In einem Jahr zu Christa – Frau werden mit sechzig, der am internationalen Dokumentarfilmfestival Visions du réel in Nyon (Schweiz) im April 2012 präsentiert wurde.